# Магадан (телерадиокомпания)
Государственная телевизионная и радиовещательная компания «Магадан» — филиал ФГУП «Всероссийская государственная телевизионная и радиовещательная компания» в Магаданской области.

## История

### Телевидение
17 октября 1957 года в газете «Магаданская правда» появилась короткая заметка: «Состоялась первая опытная телепередача городского телецентра. Показаны кинохроника и фильм „Депутат Балтики“». Эти 12 слов подвели итог под полутора годами труда местных энтузиастов по созданию того, что в будущем стало крупнейшей телерадиокомпанией в Магаданской области — ГТРК «Магадан». Начало ей было положено 4 марта 1956 года, когда в радиоклубе ДОСААФ появилась телевизионная секция. Свою работу она начала с разработки и конструирования необходимой аппаратуры. В том же году было начато строительство любительского телецентра. В течение нескольких месяцев оно было завершено и 15 октября 1957 года началось вещание — сначала 4, затем 6 раз в неделю. 29 февраля 1960 года магаданское телевидение получило статус государственного. Эта дата стала считается днем его рождения.
Вся история магаданского телевидения неразрывно связана с Комсомольской площадью. Здесь стояло здание первого телецентра, здесь же было открыто новое здание телестудии.
Новый этап в развитии магаданского телевещания начался в 1967 году, когда вблизи Магадана была построена первая в области (и одна из первых в стране) станция космической связи «Орбита». Благодаря этому в городе стал возможен прием первой программы Центрального телевидения. Вторая программа в Магадане стала транслироваться с декабря 1972 года.
7 ноября 1980 года телезрители впервые увидели на экранах праздничную демонстрацию в Магадане в цветном изображении. На следующий год начались цветные передачи из студии телевидения. 1 января 1985 года Магаданская студия полностью перешла на вещание в цвете.
С каждым годом аудитория магаданского телевидения увеличивалась. Если в 1958 году зона уверенного приёма телепрограмм не простиралась далее 50 километров от Магадана, то постепенно телевидение смогло прийти в дом каждого жителя области, площадь которой почти полмиллиона квадратных километров. В 1993 году областной телерадиокомитет был реорганизован.
1 мая 2000 года на 11 метровом канале в Магадане начал вещание телеканал «ТВ-Магадан-Спутник» (позже — «СТС-Магадан») — новый проект ГТРК «Магадан». Сетевым партнёром был выбран федеральный канал СТС. Вещание канала осуществлялось с 8 утра до 19 вечера по будням и с 8 утра до 17 вечера по выходным, деля таким образом время с телекомпанией «МТК-Видео», вещавшей на этой же частоте с вечера до поздней ночи. Летом 2003 года «ТВ-Магадан-Спутник» переместился на 6 метровый канал, где стал вещать уже круглосуточно.
В 2006 году ГТРК «Магадан» была реорганизована — она стала филиалом ВГТРК (ранее была дочерней компанией). На 6 метровом канале был запущен информационный канал «Вести», уже без эфирного логотипа ТВ-М-С. С этого момента местные передачи на канале выходят в эфир под логотипом «Россия-24 Магадан» (ранее — «Вести-Магадан»).
С 13 декабря 2017 года началась трансляция передач ГТРК «Магадан» в первом мультиплексе ЦЭТВ.
11 февраля 2019 года вещание каналов «Россия-1» и «Россия-24» с передачами ГТРК «Магадан» в аналоговом формате по всей Магаданской области было прекращено.
В ночь на 21 июня 2019 года вещание телеканалов ГТРК «Магадан» было переведено на новый технологический комплекс. Местные врезки начали идти в полноценном 16:9, а сюжеты на YouTube стали выкладываться в HD-качестве.

### Радио
Были годы, когда Магаданское радио — единственное в стране — трижды в сутки открывало своё вещание словами: «Говорит Магадан! Доброе утро, товарищи!». В 4 утра для Восточной Чукотки, в 5 — для Западной, и в 6 — для Магадана и Колымы. В то время Магаданская область была столь велика, что через неё проходило 3 часовых пояса. Вещание заканчивалось в час ночи, так что дикторы порой даже ночевали в студии.
А начиналось все в далекие тридцатые годы с маленькой избушки. В крохотной студии стоял малюсенький столик с микрофоном. Трансляция из Хабаровска шла с такими помехами, что местные остряки определяли слово «шум» следующим образом — «трансляция радиопередач магаданским радио». Для создания именно колымского радио требовалась, прежде всего, соответствующая техническая база. Она стала складываться в 1934 году.
1 мая 1936 года в Магадане была принята первая радиопередача из Москвы.
К 1946 году на территории края работало уже 56 радиоузлов. Передачи Магаданского радио продолжались 8 часов в сутки. Постепенно начала складываться профессиональная команда журналистов, дикторов, режиссеров. Свою роль в этом сыграло то обстоятельство, что в начале 50-х годов радио размещалось в одном здании с театром. Симбиоз оказался очень удачным, там собирались все творческие люди, которыми так богат Магадан: художники, ученые, горняки, геологи, приезжали оленеводы, приходили строители, студенты, дети. В ноябре 1965 года был сдан в эксплуатацию новый Дом радио, из которого с тех пор и ведет вещание областной радиоканал.
19 февраля 1996 года в Магадане на частоте 105.0 FM была запущена радиостанция «Магадан-Стерео». Она стала первой радиостанцией, открывшей вещание в FM-диапазоне города. Сначала она вещала некруглосуточно, однако с 1 ноября 1998 года в ночное время стали транслироваться передачи радио «Ностальжи». С 4 декабря 2001 года вещала круглосуточно. Вещание велось только в прямом эфире, поскольку это позволяло оперативно выдавать информацию и работать со звонками радиослушателей. Также, помимо музыки, в эфир периодически выходили разнообразные тематические, музыкальные, развлекательные, конкурсные и другие программы, а также рекламная информация.
В январе 2005 года «Магаданское радио» перешло на новую сетку вещания. Время его присутствия в эфире уменьшилось в 4 раза. В нем остались только информационные блоки. Остальное время занимал эфир «Радио России». Сейчас «Магаданское радио» имеет всего лишь час эфира в будние дни.
В 2006 году на 105.0 FM был запущен радиоканал «Маяк», которого до этого не было в FM-диапазоне (он вещал на частоте 549 кГц). Радиостанция «Магадан-Стерео» прекратила своё существование по аналогии с телеканалом ТВ-М-С. С этого момента местные радиопередачи ГТРК выходят в эфир под брендом «Маяка».
В октябре 2009 года началось вещание молодёжной радиостанции «Юность» на частоте 103.5 FM. В декабре 2010 года на ней появились местные врезки. Магадан стал первым городом, где в эфире «Юности» заговорили радиоведущие областного центра.
14 марта 2013 года было прекращено вещание радио «Маяк» на 549 СВ по решению ВГТРК.
6 августа 2013 года на 103.5 FM вместо «Юности» начало вещание «Радио России». 1 января 2014 года «Радио России» прекратило вещание на 234 ДВ.
В феврале 2019 года «Маяк» и «Радио России» в Магадане перешли на цифровое оборудование.
11 февраля 2019 года в городах Магаданской области из эфира «Радио России» пропали местные врезки. Полгода жители городских округов могли слушать только московские передачи. В декабре 2019 года областное вещание «Радио России» с программами ГТРК «Магадан» было полностью восстановлено. Теперь техническим обеспечением вещания радиоканала во всех населённых пунктах области занимается РТРС вместо Ростелекома.

## Структура
- Телеканал «Россия-1 Магадан»
- Телеканал «Россия-24 Магадан»
- Радиоканал «Радио России Магадан»
- Радиоканал «Маяк Магадан»

Также, сюжеты ГТРК «Магадан» выходят в эфире телеканала «Восток 24».

## Программы
- «Вести-Магадан»
- «Утро-Вести. Магадан»
- «Местное время. Суббота»
- «Местное время. Воскресенье»
- «Вести. Православие»
- «Вести. Интервью»
- «Вести. Малый бизнес»[13]